# موتور استنتاج
موتور استنتاج (به انگلیسی: Inference engine) یک ابزار در هوش مصنوعی است. اولین موتور استنتاج به عنوان بخشی از سیستم خبره استفاده شد. یک سیستم خبره ابتدایی از دوبخش پایگاه دانش و موتور استنتاج تشکیل شده است. پایگاه دانش اطلاعات را در رابطه با دنیا ذخیره می‌کند و موتور استنتاج قوانین منطق را بر واقعیت‌ها مطابقت می‌دهد و به دانش جدید می‌رسد.